# Норберто Алонсо
Норберто Алонсо (ісп. Norberto Alonso, нар. 4 січня 1953, Вісенте-Лопес) — аргентинський футболіст, що грав на позиції півзахисника.
Відомий насамперед за виступами у клубі «Рівер Плейт», а також у складі національної збірної Аргентини. Займає 5 місце серед усіх бомбардирів клубу (149 м'ячів) та сьоме місце по проведений матчах за клуб (374 проведені матчі).
Семиразовий чемпіон Аргентини. Володар Кубка Лібертадорес. Володар Міжконтинентального кубка. У складі збірної — чемпіон світу.

## Клубна кар'єра
Народився 4 січня 1953 року в передмісті Буенос-Айреса Вісенте-Лопес. Вихованець футбольної школи клубу «Рівер Плейт», Алонсо уже у 18 років розпочав виступи в основній команді свого клубу. Швидко завоювавши місце в основі команди, став одним із її головних бомбардирів, відзначившись за шість сезонів 68 влучаннями у ворота у 168 матчах чемпіонату. За цей час Норберто Алонсо разом із клубом двічі виборював звання чемпіона Аргентини
Згодом у 1976 році на нетривалий час покинув свій клуб та батьківщину, переїхавши до французького клубу «Марсель», а через півроку знову повернувся у рідний клуб «Рівер Плейт». Удруге Алонсо провів у складі рідного клубу чотири роки. Протягом цих років атакувальний півзахисник відзначився у воротах суперників 63 рази у 142 матчах, та ще чотири рази виборював з товаришами по команді титул чемпіона Аргентини.
У 1981 році Норберто Алонсо на два роки покинув рідний клуб, цього разу перейшовши до складу іншого столичного клубу «Велес Сарсфілд». У 1983 році Алонсо повернувся до «Рівер Плейт», та ще раз став чемпіоном Аргентини, володарем Кубка Лібертадорес та Міжконтинентального кубка. Завершив професійну кар'єру Норберто Алонсо у рідному клубі у 1987 році.

## Виступи за збірну
1973 року дебютував в офіційних матчах у складі національної збірної Аргентини. Протягом кар'єри у національній команді, яка тривала 10 років, провів у формі головної команди країни лише 19 матчів, забивши 4 голи.
У складі збірної був учасником домашнього чемпіонату світу 1978 року, на якому національна збірна Аргентини здобула титул чемпіона світу. На чемпіонаті світу півзахисник Норберто Алонсо виступав під першим номером, який переважно зарезервований за воротарями, тому що у аргентинській збірній нумерація футболістів на чемпіонатах світу проводилась в алфавітному порядку.

## Після завершення футбольної кар'єри
Після завершення футбольної кар'єри Норберто Алонсо працював страховим агентом. У 1989 році нетривалий час входив до тренерського штабу команди «Рівер Плейт».

## Титули і досягнення
- Чемпіон Аргентини (7):

«Рівер Плейт»: 1975 (М), 1975 (Н),, 1979 (М), 1979 (Н), 1980 (М), 1981 (Н), 1985–86
- Володар Кубка Лібертадорес (1):

«Рівер Плейт»: 1986
- Володар Міжконтинентального кубка (1):

«Рівер Плейт»: 1986
- Чемпіон світу (1):

1978